# József Bozsik
József Bozsik (Budapest, 28 novembre 1925 – Budapest, 31 maggio 1978) è stato un calciatore e allenatore di calcio ungherese, di ruolo centrocampista.

## Biografia
Visse a Kispest, oggi circoscrizione di Budapest.
Dopo il trasferimento della famiglia nel quartiere in questione fece subito amicizia con i vicini di casa, in particolar modo con il quasi coetaneo Ferenc Puskás. Compagni di gioco a Budapest, entrano insieme nelle giovanili del Kispest AC.

## Caratteristiche tecniche
Egli era il prototipo del perfetto mediano di scuola danubiana, si distinse per un'intelligenza calcistica di grande livello, corredata da una notevole tecnica di base. Autentico fulcro della manovra, perfetto nella costruzione di gioco, preciso nei passaggi. In campo prediligeva giocare sul versante destro della mediana, in una posizione leggermente abbassata per meglio sfruttare le sue indispensabili caratteristiche tra le quali l'attitudine alla copertura che assolveva con determinazione e sagacia tattica. In fase di non possesso era un'autentica diga, dimostrandosi molto solido in fase di contrasto. Non era esattamente velocissimo atleticamente ma sopperiva a questo handicap con la capacità di dare ritmo alla squadra, la quale ben presto si adattò alle sue caratteristiche venendo impostata per dargli il giusto sostegno agonistico. 
L'Ungheria, in pratica, aveva trovato uno dei primi playmaker della storia del calcio.

## Carriera
Nel 1943 debuttò in prima squadra contro il Vasas SC.
Il 17 agosto 1947 indossa per la prima volta la maglia della nazionale magiara.
Quella fu la prima di 101 presenze con la nazionale di calcio del suo Paese.
Nel 1952, è medaglia d'oro alle olimpiadi estive di Helsinki.
Un anno più tardi, il 25 novembre 1953, è autore di una grande prestazione con la nazionale al Wembley Stadium, dove per la prima volta i maestri inglesi sono sconfitti dalla neonata Aranycsapat, la squadra d'oro.
Bozsik segna, colpisce un palo e serve un assist.
Nel 1954 viene sconfitto con la Nazionale dalla Germania Ovest nella finale dei mondiali di calcio in Svizzera.
Dopo la rivolta ungherese di Budapest del 1956, si dà il via alla diaspora dei migliori calciatori della Nazionale, su tutti Puskás.
I calciatori emigrati non vestiranno mai più la maglia dell'Ungheria e così la selezione Nazionale perde i pezzi grossi, fatta eccezione per Gyula Grosics, Nandor Hidegkuti e proprio József Bozsik.
Nel 1959 vince la Coppa Mitropa con il Budapesti Honvéd.
Ai successivi mondiali svedesi del 1958, l'ex-Aranycsapat non farà bella figura, così come in Cile nel 1962.
Al termine dei mondiali cileni lascia il calcio giocato dopo 447 presenze con l'Honvéd, con cui ha vinto più volte il campionato ungherese, e 101 con la Nazionale.
Tra il 1966 e il 1967 diventa allenatore della sua Honvéd per fronteggiare una nuova scuola calcistica, della quale faceva parte il Pallone d'oro Flórián Albert, il Ferencvárosi TC. I risultati sono magri ed a fine stagione lascia.
Nel 1974 guida, senza successo, la Nazionale ungherese.

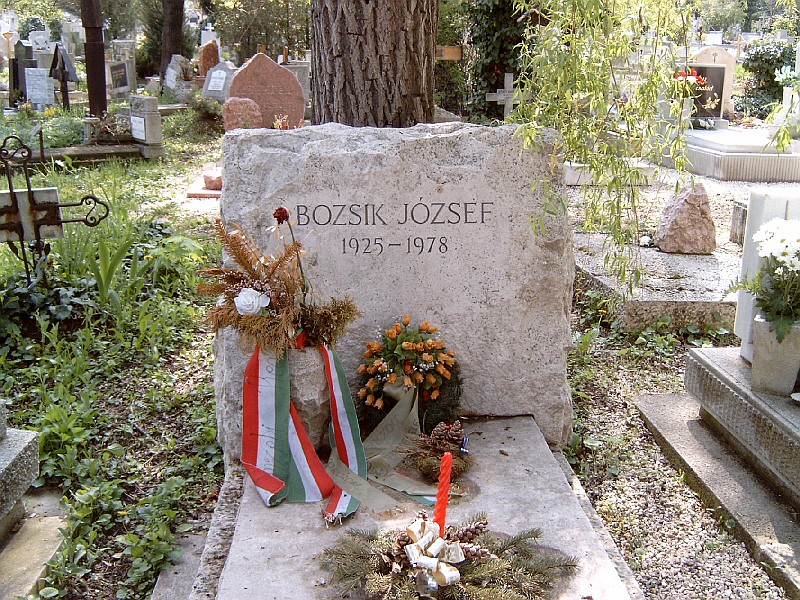
La tomba di Bozsik

Considerato uno dei migliori calciatori della storia nel suo ruolo, muore nel 1978 per arresto cardiaco.
Suo figlio Péter ha allenato la selezione magiara nel 2006, ma si è dimesso a causa di una sconfitta contro Malta.

## Statistiche

### Record
- Terzo calciatore per numero di presenze nella nazionale ungherese (101).[1]

## Palmarès

### Giocatore

#### Club

##### Competizioni nazionali
- Campionato ungherese: 5

Budapesti Honvéd: 1949-'50, 1950, 1952, 1954, 1955

##### Competizioni internazionali
- Coppa Mitropa: 1

Budapesti Honvéd: 1959

#### Nazionale
- Oro olimpico: 1

Ungheria: 1952
- Coppa Internazionale: 1

Ungheria: 1953

#### Individuale
- Candidato al Dream Team del Pallone d'oro (2020)